# Georgia Peaches
«Georgia Peaches» es una canción interpretada por la cantante y compositora estadounidense Lauren Alaina, escrita por Blair Daly, Mallary Hope y Rachel Proctor, e incluida en su álbum debut Wildflower, de 2011.

## Posicionamiento
| Listas (2011-2012)                 | Posición |
| ---------------------------------- | -------- |
| Estados Unidos (Hot Country Songs) | 28       |